# Sukō
L'empereur Sukō (崇光天皇, Sukō Tennō, (25 mai 1334 – 31 janvier 1398) était le troisième des prétendants de la Cour du Nord du Japon. Il a régné du 18 novembre 1348 au 26 novembre 1351. Son nom personnel était à l'origine Masuhito  (益仁), mais changea plus tard pour Okihito (興仁).

## Généalogie
Sukō était le fils du premier prétendant du Nord, Kōgon, et donc le neveu de son prédécesseur Kōmyō. Son fils aîné était le prince Yoshihito, premier membre de la branche Fushimi-no-miya de la lignée impériale.

## Biographie
Le futur Sukō devient prince héritier en 1348, puis empereur la même année, à l'abdication de l'empereur Kōmyō. Alors que Kōgon devient empereur retiré, une rivalité éclate entre Takauji Ashikaga et Tadayoshi Ashikaga, et en 1351, Takauji retourne au service de la Cour du Sud, forçant l'empereur Sukō à abdiquer, dans le but de réunifier la lignée impériale. Cependant, la paix ne dure guère, et en 1352, la dynastie du Sud évacue Kyōto, enlevant avec eux les empereurs retirés du Nord Kōgon et Kōmyō, ainsi que Sukō et le prince héritier Naohito, fils de l'empereur Kōgon. À cause de cela, Takauji fait du second fils de Kōgon, le prince impérial Iyahito, le nouvel empereur du Nord Go-Kōgon.
Revenant à Kyōto en 1357, le fils de Sukō, le prince impérial Yoshihito commence à travailler avec le bakufu pour être nommé prince héritier, mais le bakufu choisit finalement de donner ce titre au fils de Go-Kōgon, le futur Go-En'yū.
Sukō meurt en 1398, mais 30 ans après sa mort, en 1428, son arrière-petit-fils Hikohito (彦仁), en tant que fils adoptif de l'empereur Go-Komatsu, devient l'empereur Go-Hanazono, accomplissant le plus grand vœu de Sukō.

## Èresde son règne
(Cour du Nord)
- Ère Jōwa
- Ère Kan'ō ou Kannō

(Cour du Sud)
- Ère Shōhei

## Rival de la Cour du Sud
- Go-Murakami